# عنوان التحكم بالنفاذ للوسط

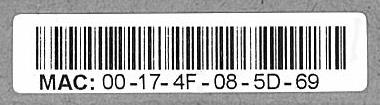
لُصاقة توضع على معدات الشبكة تحتوي على عنوان نفاذ للوسط مع الرمز الشريطي المُوافق.

في الشبكات الحاسوبية، عنوان التحكم بالنفاذ للوسط (بالإنجليزية:  Media Access Control Address اختصاراً MAC Address)‏ هو مُعرّف فريد يُمنح لبطاقة الشبكة من الأجل الاتصال على مستوى الطبقة الثانية في نموذج الاتصال المعياري (OSI). إنّ عناوين التحكّم بالنفاذ للوسط تستخدم في معايير الشبكات الخاصّة بمجموعة العمل (802) التابعة لمعهد مهندسي الكهرباء والإلكترونيات (IEEE)، والتي يشار إليها اختصاراً (IEEE 802)، مثل الإيثرنت والواي فاي.
هناك ثلاثة فضاءات لتوليد عناوين التحكم بالنفاذ للوسط، وهي تُدار من قبل معهد مهندسي الكهرباء والإلكترونيات. ويُشار إلى هذه الفضاءات بالرموز: (MAC-48) و(EUI-48) و(EUI-64)، ويعني الاختصار المُعرّف الفريد المُوسّع (بالإنجليزية: Extended Unique Identifier)‏. بحسب نموذج الاتصال المعياري، فإنّ هذا العنوان هو جزء عمل بروتوكول الإيثرنت الذي ينشط في الطبقتين الأولى والثانية، وهما بحسب ترتيبهما الطبقة الماديّة أو الفيزيائيّة وطبقة ربط البيانات، لذلك يُسمى هذا العنوان في كثير من الأحيان عنوان الإيثرنت أو العنوان الفيزيائي أو العنوان الموسوم على البطاقة (Burned-In Address BIA) أو عنوان العتاد.

## التقليد العالمي المتبع لكتابة العنوان ماك
إن المعيار IEEE 802 هو التنسيق المتبع لطباعة عناوين الماك من النمط MAC-48 بشكل سهل ومألوف. حيث يتألف فيه العنوان من ست مجموعات تتألف كل منها من رقمين بالنظام السداسي عشر ويتم الفصل بين كل مجموعتين بخط صغير (-) أو بنقطتين (:) وترتب هذه الأرقام بحسب الإرسال. مثال:
address2}01:23:45:67:89:ab}أو address1}01:23:45:67:89:ab} ويوجد تقليد آخر متبع من قبل سيسكو سيستمز وهو باستخدام ثلاث مجموعات كلٍ منها مؤلف من أربع أرقام بالنظام السداسي عشر، يفصل بينها نقط. مثال: 0123.4567.89ab وذلك حسب ترتيب الإرسال.

## تفصيل بنية العنوان ماك وتوظيفه
إن المعيار IEEE 802 للعنوان ماك يأتي في الأصل من نظام العنونة Xeros Ethernet.و هذا الفضاء المعنون بـ48 بت يحتوي 248 عنوان أي 281,474,976,710,656 عنوان ماك ممكن.و الطرق الثلاثة المستخدمة للعنونة (MAC-48,EUI-48,EUI-64) تستخدم نفس الصياغة ولكن تختلف بطول المعامل الذي يدل كون العناوين مدارة عالمياً (universally administrated addresses) أو مدارة محلياً (locally administrated addresses).
يُحدد العنوان ماك المدار عالمياً بشكل وحيد لأي جهاز من قبل مصنع هذا الجهاز. وهذا يسمى أحياناً بـ BIA أي(burned-in address).
الثمانيات (octets) الثلاث الأولى (حسب ترتيب الإرسال) تُحدد الشركة المصنعة. مثال: إذا كان لدينا العنوان ماك التالي:
address}00:A0:C9:14:C8:29} فإن القسم 00A0 (و الذي يقابل الثمانيات الثلاث الأولى بالتمثيل الثنائي) يدل على أن الشركة المصنعة هي شركة Intel.و يطلق على هذه الثمانيات الثلاث اسم OUI أي (Organizationally Unique Identifier) أي المعامل المميز على المستوى العالمي. أما الثمانيات الثلاث (في فضاءات الترقيم MAC-48 وEUI-48) أو الخمسة (في فضاء الترقيم EUI-64) اللاحقة تُحدد من قبل الشركة الصانعة تقريبا ً بأي طريقة تريدها وذلك لتمييز كل منتج من منتجاتها عن الآخر.و تعتقد المنظمة IEEE أن فضاء ترقيم العناوين MAC-48 سيصبح مستهلكاً بالكامل بحلول العام 2100[بحاجة لمصدر]. أما الفضاء EUI-64 لا يُعتقد بأنه سينفد في المستقبل المنظور.
أما عناوين الماك التي تدار محلياً فهي تعطى لأي جهاز من قبل مدير الشبكة (network administrator) وذلك بدلاً من burned-in address. فهذه العناوين لا تحتوي (OUI).
نستطيع معرفة كون العنوان ماك هو مدار عالمياً أم محلياً بواسطة البت قبل الأخير من أعلى بايت في العنوان ماك. فإذا كان هذا البت يملك القيمة 0 فيكون العنوان مدار عالمياً. أما إذا أخذ القيمة 1 فيكون مدار محلياً. فإذا كان لدينا العنوان ماك التالي بالترميز السداسي عشر: 02-00-00-00-00-01 فيكون البايت الأعلى هو 02. وهو بالترميز الثنائي 0000 0010 والبت قبل الأخير منه هو 1 ولذلك يكون هذا العنوان مدار محلياً.
إذا كان البت الأخير من البايت الأعلى من العنوان ماك يأخذ القيمة 0، فيكون الطرد مُرسل بهدف الوصول إلى بطاقة شبكة وحيدة أي جهاز وحيد وهذا ما يُدعى بالـunicast. أما إذا كان يأخذ القيمة 1 فيكون الطرد مُرسل لمرة واحدة ولكن بهدف الوصول إلى عدة بطاقات شبكة وهذا ما يُدعى بالـmulticast.
التقنيات التي تستعمل العنوان ماك:
- Ethernet
- الشبكات اللاسلكية بالمعيار 802.11 IEEE
- بلوتوث
- الشبكات الحلقية(Token Ring) بالمعيار IEEE 802.5
- ومعظم الشبكات الأخرى من المعيار IEEE 802
- شبكات الألياف الضوئية FDDI

إن الفرق بين العنونة بطريقتي MAC-48 وEUI-48 هو أن الـMAC-48 يستخدم لتعريف القسم الهاردوير من الشبكة أما الـEUI-48 فيستخدم لتعريف أجهزة وبرمجيات أخرى. وبالتالي فبالحقيقة الـEUI-48 ليس بعنوان ماك مع أنه لايمكن تمييزه عن عنوان ماك من ناحية طريقة كتابته ومع أنه يُعين أيضاً من نفس فضاء الترقيم.
الجمعية IEEE تعتبر الآن أن المصطلح MAC-48 أصبح مصطلح قديم كان يُستعمل سابقاً للإشارة إلى نوع معين من الـEUI-48 يُستخدم لعنونة واجهات هاردوير (بطاقات شبكة) ضمن تطبيقات شبكية تعتمد على المعايير IEEE 802 ولا يجب استعمالها في المستقبل.و بدلاً من ذلك يجب أن يُستعمل المصطلح EUI-48 عوضاً عنه من اجل هذه الأغراض.
تستعمل العناوين EUI-64 في :
- FireWire
- IPv6 (في الـ64 البت الدنيا من أجل عنوان unicast أو من أجل عنوان link-local عندما تُستعمل إعدادات أتوماتيكية stateless).
- الشبكات اللاسلكية الشخصية ZigBee/802.15.4/6LoWPAN

وضعت الجمعية IEEE عدة أنواع عناوين ماك مميزة تسمح بعنونة أكثر من بطاقة شبكة مراد الإرسال إليها في آنٍ واحد:
- فالطرود المرسلة على العنوان broadcast يتم استقبالها على جميع محطات الشبكة المحلية. ويكون شكل العنوان broadcast بالترميز السداسي عشر بالشكل : "FF:FF:FF:FF:FF:FF".
- الطرود المرسلة على العنوان multicast يتم استقبالها على جميع المحطات الموجودة على الشبكة المحلية والتي أُعدت لتستقبل الطرود المرسلة إلى هذا العنوان.
- العناوين الوظيفية أو Functional address والتي تحدد بطاقة شبكة واحدة أو أكثر على شبكة حلقية (Token Ring) والتي تقدم خدمة معينة. وذلك وفق المعيار IEEE 802.5.

و هذه عناوين جماعية (group addresses) على عكس العناوين الفردية (individual addresses). والبت الأدنى من الثمانية الأولى من عنوان ماك يُميز العناوين الجماعية عن الفردية.فيأخذ القيمة 0 للعناوين الفردية والقيمة 1 للعناوين الجماعية.و العناوين الجماعية كالفردية يمكن إدارتها من محلياً أو عالمياً.
يقوم نظام العنونة EUI-64 بشمل كلا عناوين الـMAC-48 وعناوين الـEUI-48 وذلك بعملية تحويل بسيطة.فلتحويل العنوان من النمط MAC-48 ننسخ أولاً الـOUI (المعامل المميز على المستوى العالمي)، نضيف الثمانيتين FF-FF ،ثم ننسخ القسم الذي تحدده المنظمة الصانعة.و لتحويل عنوان من نمط EUI-48 إلى النمط EUI-64 نقوم بنفس العملية مع فرق بسيط هو أن الثمانيتين المضافتين هما FF-FE. وفي كلا الحالتين من الممكن عكس هذه العملية.و المنظمات التي تستخدم الـEUI-64 تُحذر من نشر عناوين الماك التي قد تسبب التباس مع العناوين من الأنماط MAC-48 وEUI-48.و تقوم سياسة الجمعية IEEE على عدم تشجيع الاستعمالات الجديدة للعناوين ماك على 48 بت وذلك لصالح النظام EUI-64.
إن البروتوكول IPv6 يعامل العنوان من نمط MAC-48 على أنه من نمط EUI-48 وهذا ينتج عن توسيع العناوين ماك إلى الـEUI-64 بإضافة FF-FE بدلاً من FF-FF.

## كتلة العناوين الفردية (Individual address block)
إن كتلة عناوين فردية (IAB) تشمل 24 بت للحقل OUI مدارة من قبل سلطة التسجيل للمنظمة IEEE ملحقة بـ12 بت مُعطى من قبل المنظمة IEEE لتمييز المنظمة المُعنوَنة.و 12 بت للمالك ليعنون الجهاز الذي يملكه.و كتلة العناوين الفردية (IAB) مثالية للشركات التي تحتاج لأقل من 4097 رقم مختلف على 48 بت (عنوان EUI-48).

## تدوين العنوان ماك بالطريقة Bit-reversed
إن المعيار الأساسي لتدوين العنوان ماك والذي يسمى أيضاً بـcanonical format ،يُكتب عند إرسال البتات بالترتيب ابتداءً من البت الأدنى من العنوان.و ذلك كما يظهر مثلاً عند تنفيذ التعليمة ipconfig/ifconfig/iprout2 (حسب نظام التشغيل).
و لكن بما أن شبكات الـIEEE 802.3 (Ethernet) وشبكات الـIEEE 802.4 (Token Bus) ترسل البتات على أسلاك الشبكة ابتداءً بالبت الأدنى في حين أن شبكات الـIEEE 802.5 (Token Ring) وشبكات الـIEEE 802.6 ترسل البتات على أسلاك الشبكة ابتداءً بالبت الأعلى، فإن ذلك سيؤدي إلى حدوث التباس فيما بعد إذا تم تمثيل بتات هذا العنوان بالشكل المعاكس للتمثيل canonical.فمثلاً إذا كان لدينا العنوان التالي المُعطى بالشكل canonical : 12-34-56-78-9A-BC فإنه سيُرسل على الشبكة كبتات بالشكل : 01001000 00101100 01101010 01011001 00111101 (من اليسار إلى اليمين)بالترتيب المعياري للإرسال (أي البت الأدنى أولاً).أما من أجل الشبكات الحلقية (Token Ring) فسيتم إرسال البتات بالشكل: 00010010 00110100 01010110 0111000 10011010 1011100 (من اليسار إلى اليمين) أي البت الأعلى أولاً.و التمثيل الثاني ممكن أن يتم إظهاره بشكل خاطئ على أنه : 48-2c-6A-1E-59-3D. وهذا يُلقب بترتيب البت المعكوس (bit-reversed order)، non-canonical form،MSB format، IBM format أو Token Ring format وذلك حسب التوصيف RFC 2469.و يُفضل عموماً التدوين بالنمط Canonical،و هو المستخدم في كل التطبيقات الحديثة.